# Аму Дарја
Аму Дарја (таџ. Омударё или дарёи Ому, перс. آمودریا) је једна од већих азијских речних токова и најдужа река у централној Азији. Река је пловна око 1400 km. У антици је била позната под именом Oxus, како су је обележавали летописци Александра Македонског, који ју је прешао 329. п. н. е. на свом походу према истоку.
Уздижући се у планинама Памир, северно од Хиндукуша, Аму Дарја се формира ушћем река Вахш и Панџ, у резервату природе Тигроваја Балка на граници између Авганистана и Таџикистана, и одатле тече северозападно у јужне остатке Аралског мора. У свом горњем току, река чини део северне границе Авганистана са Таџикистаном, Узбекистаном и Туркменистаном. У древној историји, река се сматрала границом Великог Ирана са „Тураном“, што је отприлике одговарало данашњој Централној Азији. Аму Дарја има у просеку проток од око 70 кубних километара годишње.
Сродна река Аму Дарји се зове Сир Дарја, која тече на северу.

## Вододелница
Површина слива Аму Дарје од 534.769 km2 (206.475 sq mi) обухвата већи део дренажног басена Таџикистана, југозападни угао Киргистана, североисточни угао Авганистана, уски део источног Туркменистана и западни део Узбекистана. Део слива Аму Дарје у Таџикистану чини границу те земље са Кином (на истоку) и Пакистаном (на југу). Око 61% дренаже лежи у Таџикистану, Узбекистану и Туркменистану, док је 39% у Авганистану.
Обилна вода која тече у Аму Дарји долази скоро у потпуности из глечера на планинама Памир и Тјен Шану, који, стојећи изнад околне сушне равнице, сакупљају атмосферску влагу која би иначе вероватно побегла негде другде. Без својих планинских извора воде, Аму Дарја не би постојала — јер ретко пада киша у низинама кроз које тече највећи део реке. Од укупне дренажне површине, само око 200.000 km2 (77.000 sq mi) активно доприноси води реци. То је зато што су многе главне притоке реке (посебно река Зеравшан) преусмерене, а велики део дренажног подручја реке је сушан. У већем делу степе, годишње падавине износе око 300 mm (12 in).

## Историја
Стари Грци су Аму Дарју називали Оксус. У давна времена, река се сматрала границом између Великог Ирана и Турана. Слив реке лежи у области између некадашњих империја Џингис Кана и Александра Великог, иако су постојале у веома различито време. Када су Монголи дошли у ту област, користили су воду Аму Дарије да поплаве Кенеургенч. Једна јужна рута Пута свиле ишла је дуж дела Аму Дарије северозападно од Термеза пре него што је отишла на запад до Каспијског мора.
Верује се да је ток Аму Дарје преко пустиње Каракум прошао кроз неколико великих промена у последњих неколико хиљада година. Већи део времена – најскорије од 13. века до касног 16. века – Аму Дарја се изливала у Аралско и у Каспијско море, стижући у ово последње преко велике рукавца зване река Узбој. Узбој се одваја од главног канала јужно од делте реке. Понекад је ток кроз два крака био мање-више једнак, али се често већи део тока Аму Дарије раздвајао на запад и уливао у Каспијско море.
Људи су почели да се насељавају дуж доњег дела Аму Дарје и Узбоја у 5. веку, успостављајући успешан ланац пољопривредних површина, вароши и градова. Отприлике 985. године, масивна брана Кенеургенч на рачвању почела је да скреће воду до Арала. Џингис-канове трупе су уништиле брану 1221. године, а Аму Дарја је прешла на дистрибуцију свог тока мање-више равномерно између главног стабла и Узбоја. Али у 18. веку, река је поново скренула на север, уливајући се у Аралско море, путем којим је од тада ишла. Узбојем је текло све мање воде. Када је руски истраживач Бекович-Черкаски истражио регион 1720. године, Аму Дарја се више није уливала у Каспијско море.
До 1800-их, Петер Кропоткин је описао етнографску структуру региона као заједнице „вазалних каната Мајмене, Кулма, Кундуза, па чак и Бадакшана и Вакрана.“ Енглез, Вилијам Муркрофт, посетио је Оксус. око 1824. године током периода Велике игре. Други Енглез, поморски официр по имену Џон Вуд, дошао је са експедицијом да пронађе извор реке 1839. Он је пронашао данашње језеро Зоркул, назвао га Викторијино језеро и прогласио да је пронашао извор. Затим је француски истраживач и географ Тибо Вине прикупио много информација о овој области током пет експедиција између 1856. и 1862. године.
Совјетски Савез је постао владајућа сила почетком 1920-их и протерао је Мухамеда Алим Кана. Касније је угушио покрет Басмачи и убио Ибрахима Бека. Велика избегличка популација Централне Азије, укључујући Туркмене, Таџике и Узбеке, побегла је у северни Авганистан. Током 1960-их и 1970-их Совјети су почели да користе Аму Дарју и Сир Дарју за наводњавање великих поља памука у централноазијској равници. Пре овог времена, вода из река се већ користила за пољопривреду, али не у овом масовном обиму. Каракумски канал, Карши канал и Бухарски канал били су међу већим изграђеним диверзијама за наводњавање. Међутим, Главни Туркменски канал, који би преусмерио воду дуж сувог корита реке Узбој у централни Туркменистан, никада није изграђен. Седамдесетих година прошлог века, током Совјетско-авганистанског рата, совјетске снаге су користиле долину за инвазију на Авганистан преко Термеза. Совјетски Савез је пао 1990-их, а Централна Азија се поделила на многе мање земље које леже унутар или делимично унутар басена Аму Дарје.
Током совјетске ере успостављен је систем поделе ресурса у коме су Киргистан и Таџикистан током лета делили воду пореклом из Аму и Сир Дарје са Казахстаном, Туркменистаном и Узбекистаном. Заузврат, Киргистан и Таџикистан су зими добијали казахстански, туркменски и узбекистански угаљ, гас и струју. Након пада Совјетског Савеза овај систем се распао и централноазијске нације нису успеле да га поново успоставе. Неадекватна инфраструктура, лоше управљање водом и застареле методе наводњавања све више погоршавају проблем.

### Пројекат увођења сибирског тигра
Каспијски тигар се некада био присутан дуж обала реке. Делта Дарје је након њеног истребљивања предложена као потенцијално место за увођење њеног најближег преживелог сродника, сибирског тигра. Покренута је студија изводљивости како би се испитало да ли је подручје погодно и да ли би таква иницијатива добила подршку релевантних доносилаца одлука. Одржива популација тигрова од око 100 животиња захтевала би најмање 5.000 km2 (1.900 sq mi) великих делова станишта са богатом популацијом плена. Такво станиште није доступно у овој фази и не може се обезбедити у кратком року. Предложени регион је стога неприкладан за реинтродукцију, барем у овој фази.

### Екстракција ресурса
У јануару 2023. компанија Синђан централноазијска нафта и гас (ака CAPEIC) потписала је четворогодишњи уговор о инвестицијама од 720 милиона долара са талибанском владом Авганистана за експлоатацију на њеној страни басена Аму Дарја. Уговором ће се авганистанској влади дати 15% хонорара током 25-годишњег мандата. Кинези виде овај басен као треће највеће потенцијално поље гаса на свету.

## Притоке
- Панџ